# 田島達策

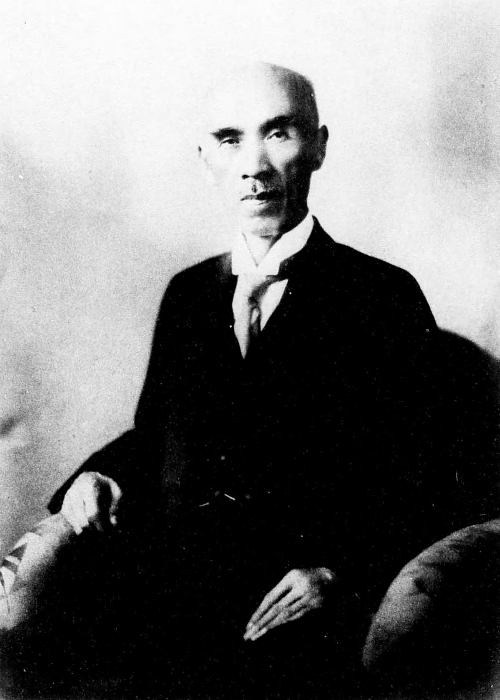
田島達策

田島 達策（たじま たつさく／たっさく、1858年6月13日（安政5年5月3日）- 1938年（昭和13年）2月5日）は、明治から昭和前期の実業家、政治家。ミツウロコ創業者。衆議院議員。

## 経歴
上野国緑野郡神田村（群馬県緑野郡美九里村、多野郡美九里村を経て現藤岡市神田）で、田島長十郎の二男として生まれた。東京小石川の芳野塾、塩谷塾で学ぶ。1883年（明治16年）専修学校（現専修大学）を卒業。同年3月、家督を相続した。
1886年（明治19年）多野郡新町駅前に運送店を開業。明治運送取締役、日本逓業取締役に就任。また、三鱗運送、三鱗石炭、群馬電力などを設立して取締役社長に就任した。
1917年（大正6年）4月、第13回衆議院議員総選挙（群馬県郡部、無所属）で当選し、衆議院議員に1期在任した。
郷里の文化振興に関心を持ち、美九里小講堂、多野会館などの公共施設整備に多額の寄付を行った。墓所は多磨霊園

## 著作
- 田島達策記、ジョン・オウスチン著、鳩山和夫訳『法理』田島達策、1883年。